# Khubz
Il khubz (in arabo خُبْز‎?, khubz) è un tipico pane basso molto schiacciato e poco cotto. Viene mangiato arrotolato e riempito solitamente con carne.
È utilizzato per preparare il panino arabo, che di solito contiene shawerma ed altri ingredienti. Il tutto viene arrotolato al fine di creare un cono chiuso in basso, da consumare dall'alto verso il basso. La particolare forma (l'unica apertura è quella superiore) permette, a differenza dei più diffusi hamburger, di cibarsi senza che le salse colino o gli ingredienti debordino dai lati.
Non va confuso con il panino arabo, che è invece una varietà di pane italiano, caratterizzato dalla crosta soffice, bianca, sottile e rugosa, di solito cosparsa di farina.